# Slag bij Marianna
De Slag bij Marianna vond plaats op 27 september 1864 in Jackson County, Florida tijdens de Amerikaanse Burgeroorlog. De Noordelijke cavalerie boekte in deze kleine slag een overwinning op de Zuidelijke militietroepen die Marianna verdedigden.

## Achtergrond
Marianna was een belangrijk depot voor de bevoorrading en ook een rekruteringscentrum voor militietroepen en reserve-eenheden van het Zuidelijke leger. In de herfst van 1864 was het nog de grootste stad in het Noordwesten van Florida die in Zuidelijke handen was.
Op 18 september 1864 vertrok vanuit Fort Barrancas, bij het door het Noorden bezette Pensacola, Florida, een 700 man sterke colonne onder leiding van brigadegeneraal Alexander S. Asboth. Ze reden in oostelijke richting om een raid uit te voeren in noordwestelijk Florida. De onderbemande Zuidelijke cavalerie kon de sterkte, locatie en doelen van de Noordelijke cavalerie niet op tijd doorgeven. Daarom kon de lokale bevelhebber, kolonel Alexander B. Montgomery niet op tijd versterkingen oproepen om de vijand te stoppen.
Terwijl de Noordelijken verder oprukten in vijandelijk gebied, vernietigden of confisqueerden ze de lokale voorraden. Op 23 september verjoegen de Noordelijken een kleine militie-eenheid van Zuidelijke cavalerie bij Eucheeana. Om zijn ware bedoelingen te maskeren, stuurde Asboth een detachement naar Douglas’ Ferry om de aanvoerlijn naar Marianna via de Choctawhatchee af te snijden. Hij rukte verder op langs een andere route die zijn soldaten ten noordwesten van  Marianna zou brengen. Op 26 september 1864 vochten de Noordelijken een schermutseling uit  met Alexander Godwins cavalerie bij Campbellton, Florida op enkele kilometers van Marianna. Asboth liet zijn troepen rusten om de volgende dag Marianna zelf aan te vallen.
Kolonel Montgomery had nog altijd geen reservetroepen opgeroepen. Campbellton lag op een kruispunt. Dus konden de Noordelijken nog altijd doortrekken naar Georgia, Alabama of de rijke landbouwgronden in noordwestelijk Florida. In een poging om op alle mogelijke routes soldaten te posteren, had Montgomery te weinig soldaten om een sterke verdediging van de stad te organiseren.

## De slag
In de vroege ochtend van 27 september naderden de Noordelijken Marianna. Toen ze de Old Fort crossroads voorbijtrokken, was Montgomery zeker dat Marianna zelf het doelwit was. Hij riep de Homeguard op en riep alle reserves die hij kon krijgen terug naar de stad. Op ongeveer 5 km buiten de stad bij Hopkins’ Branch vocht de Zuidelijke cavalerie een schermutseling uit met de oprukkende Noordelijken.
In Marianna stelde Montgomery de rekruten, militietroepen en homeguardeenheden op in een hinderlaag langs de hoofdweg. De Zuidelijke cavalerie zou de Noordelijken naar de hinderlaag lokken waar de homeguard achter hekkens en een barricade van karren hen opwachtte. De St. Lucaskerk zou nog een belangrijke rol spelen in de strijd. Asboth splitste echter zijn troepen. Een deel volgde de Zuidelijken naar de hinderlaag. Maar een ander deel werd via een omweg naar de stad gestuurd. Montgomery probeerde nog zijn eenheden terug te trekken, maar het kwaad was reeds geschied.
De ene Noordelijke colonne liep in de hinderlaag en kreeg de volle lag. Asboth raakte gewond en verloor verschillende van zijn officieren. Toch slaagde de Noordelijke cavalerie erin om door te breken en verder de hoofdweg op te rijden terwijl de andere Noordelijke colonne de stad binnenstormde. Verschillende Zuidelijke soldaten ontsnapten, maar een groot deel van de homeguards, rekruten en militiesoldaten konden geen kant op. Kolonel Montgomery zelf werd gevangengenomen terwijl hij de Chipolabrug probeerde over te geraken. De Zuidelijke cavalerie kon verhinderen dat de Noordelijken de brug overstaken.
In de stad zetten de overgebleven verdedigers het op een lopen. Enkel een detachement bij de kerk bleef verzet bieden toen Afro-Amerikaanse soldaten hun stellingen aanvielen. Na een bajonetaanval gaven ook zij zich over. Toch bleven enkelingen nog vuren vanuit de kerk. De kerk werd in brand gestoken en de verdedigers werden neergeschoten toen ze de vlammenzee wilden ontvluchtten.

## Gevolgen
Na de gevechten werden er 10 doden, 16 gewonden en 41 vermisten of gevangenen geteld. De Noordelijken verloren 8 doden, 19 gewonden en 10 vermisten of gevangenen. Asboth was een van de gewonden. Hij had nog gevochten in de Hongaarse Revolutie van 1848 en had Central Park in New York mee helpen opmeten. Zijn verwonding zou nooit volledig genezen en zou in 1868 sterven ten gevolge van deze verwonding.
Ten gevolge van de zware verliezen bij zijn officieren moest Asboth zijn geplande opmars staken. Diezelfde avond trokken ze zich terug naar Choctawhatchee Bay. Ze brachten 600 bevrijde slaven, 17 gevulde karren met wapens en voorraden, 200 paarden en 400 stuks vee met zich mee.